# ご当地検定
ご当地検定（ごとうちけんてい）とは、ある特定の地域に関する文化や歴史などの知識を測る試験のこと。

## 概要
特定の地域の商工会議所や観光協会、自治体などといった地元組織によって運営される、その地域の歴史や自然、文化や産業、慣習などについての知識を問う試験である。ご当地検定は、人材育成を主目的とする試験、地域のアピールが主目的の試験、地域のアピールとともに人材育成をも目指す試験に分けられる。試験対策セミナーやテキストが準備されることが多く、また受験資格に関する制限も特にないものが多い。
最初のご当地検定は、2003年（平成15年）9月に日本文化普及交流機構が行った「博多っ子検定」である。検定を行った経緯について、同機構は公式ウェブサイトにおいて「日本文化検定の地域版として実施した」と述べている。なお、同じく2003年11月に東京都で行われた「東京シティガイド検定」が皮切りになったとする資料もある。
ご当地検定が各地にできた背景には、地域住民にとって他の資格試験とは異なり気軽に受けることができ、その知識欲に応えるものであったのと、商工会議所や自治体などの主催者にとっても地域力の向上を住民レベルで期待できるといったメリットがあるといった理由が挙げられている。
一方で受験者の減少が各地で発生し、2009年以降、中止される検定も出て来ている。ご当地検定ブームの火付け役となった京都・観光文化検定も第6回（2009年）の受検者は5,060人とピーク時の半数以下に減少している。
ご当地検定は、対象地域についての知識がどれだけあるかを認定するものがほとんどであり、実生活や就職等（旅行業などは除く）の資格として有効なものはあまり存在しない。就職時に利用できる例として、札幌商工会議所の「北海道フードマイスター検定」があり、検定合格者を「北海道フードマイスター」に認定、ホテル等の求人情報を紹介している。また伊勢商工会議所の「検定お伊勢さん」では上級編合格者を「お伊勢さん観光案内人」に認定し、有料の観光ガイドとして収入を得られるようにしている。
ご当地検定特有の傾向として、地域内の受験希望者が一通り合格すると、以後は受験者が集まりにくくなるため、試験実施機関はそれを織り込んで継続的に運営できる体制を整える必要があるとされる。

## 各地の検定 （設問対象地：実施年）

### 北海道
- ほっかいどう学検定（北海道：2008-　）
- 札幌シティガイド検定（北海道札幌市）
- 道産子検定（北海道）
- 北海道観光マスター検定（北海道）
- 北海道フードマイスター検定（北海道）
- 十勝の観光文化検定（とかち検定）（北海道帯広市など：2007-　）
- 函館歴史文化観光検定（はこだて検定）（北海道函館市）
- 旭川大雪観光文化検定 （北海道旭川市など）

### 東北地方
- あおもり検定（青森県）
- あおもり食育検定（青森県）http://syokulove-aomori.net/kentei.html
- 八戸ふるさと検定（青森県八戸市）
- 津軽ひろさき検定（青森県弘前市）
- 秋田ふるさと検定（秋田県）
- ナマハゲ伝導士認定試験（秋田県男鹿市）
- 宮城マスター検定（宮城県:2007-）
- 会津ものしり検定（福島県会津若松市）
- 盛岡もの識り検定（岩手県盛岡市）
- 米沢観光文化検定（山形県米沢市）
- いわき学検定（福島県いわき市）

### 関東地方
- いばらき観光マイスター認定試験 (茨城県)
- 水戸歴史文化検定（茨城県水戸市）（水戸検定をリニューアル）
- 土浦まち歩き学認定試験（茨城県土浦市）
- 宮のもの知り達人検定（栃木県宇都宮市）
- 日光検定（栃木県日光市）
- 高崎学検定（群馬県高崎市）
- 房総（千葉）学検定（千葉県）
- 好きです！木更津検定（千葉県木更津市）
- ちちぶ学検定（埼玉県秩父市・秩父郡）
- 比企郷土検定（埼玉県東松山市・比企郡・東秩父村）
- 小江戸川越検定（埼玉県川越市）
- 東京シティガイド検定（東京都）
- 中央区観光検定（東京都：2009年- ）
- 多摩・武蔵野検定（東京都）
- かながわ検定（神奈川県:2007-2017）
- 鎌倉検定（神奈川県鎌倉市）
- 川崎産業観光検定（神奈川県川崎市）
- 横浜のおいしい水検定（神奈川県横浜市）

### 中部地方
- 新潟市観光・文化検定（新潟県新潟市）
- 新潟清酒達人検定（新潟県）
- 佐渡観光・文化検定（新潟県佐渡市）
- 胎内検定（新潟県胎内市）
- 越中富山ふるさとチャレンジ（富山県）
- 金沢検定（石川県金沢市）
- のと検定（石川県）
- 加賀ふるさと検定（石川県加賀市）
- 八ヶ岳検定（山梨県）
- 富士山検定（静岡県・山梨県）
- いただきます検定（静岡県富士宮市）
- 信州観光文化検定試験（長野県）
- NAGANO検定（長野県長野市）
- 松本検定（長野県松本市）
- 安曇野検定（長野県安曇野市）
- 信濃おおまち達人検定（長野県大町市）
- 軽井沢検定（長野県北佐久郡軽井沢町）
- 飯田線検定（長野県・静岡県・愛知県）
- 名古屋検定（愛知県名古屋市）
- 岐阜市まちなか博士認定試験（岐阜県岐阜市）

### 近畿地方
- みえ検定（三重県）
- 桑名ふるさと検定（三重県桑名市）
- 伊賀学検定（三重県伊賀市）
- 亀山検定（三重県亀山市）
- 検定お伊勢さん（三重県伊勢市）
- びわこ検定（滋賀県）
- 彦根城下町検定（滋賀県：2005-2009）
- 甲賀流忍者検定（滋賀県）
- 京都・観光文化検定（京都府京都市）
- 長岡京市観光歴史検定（京都府長岡京市）
- 兵庫学検定（兵庫県：2024ｰ）
- 神戸学検定（兵庫県神戸市：2007-2016）
- 宝塚学検定（兵庫県宝塚市：2010-）
- かこがわ検定（兵庫県加古川市：-2026）
- 三田ビール検定（兵庫県三田市）
- 但馬検定（兵庫県但馬地域）
- 明石・タコ検定（兵庫県明石市）
- 姫路文化観光検定（兵庫県姫路市）
- いたみ学検定試験（清酒検定）（兵庫県伊丹市）
- なにわなんでも大阪検定（大阪府）
- 奈良まほろばソムリエ検定（奈良県）

### 中国地方
- 晴れの国おかやま検定（岡山県）
- 倉敷白壁観光検定（岡山県倉敷市）
- 鳥取砂丘検定（鳥取県鳥取市:2009-）
- 大山・日野川・中海学検定試験（鳥取県米子市）
- 境港妖怪検定（鳥取県境港市）
- ひろしま通検定試験（広島県広島市）
- 福山知っとる検定（広島県福山市）
- 宮島検定（広島県廿日市市）
- 松江観光文化検定試験（島根県松江市）
- やまぐち歴史・文化・自然検定（山口県）
- 萩ものしり博士検定（山口県萩市）
- 関門海峡歴史文化検定（山口県下関市）
- 長門ふるさと検定（山口県長門市）
- 宇部検定（山口県宇部市：2012-　）

### 四国地方
- 四国観光検定（四国）
- 松山観光文化コンシェルジェ検定（愛媛県松山市）
- 宇和島「通」歴史・文化検定（愛媛県宇和島市）
- いまばり博士検定（愛媛県今治市）
- とっておきの新居浜検定（愛媛県新居浜市）
- あわ検定（徳島県徳島市）[5]

### 九州・沖縄地方
- 九州観光マスター検定試験（九州：2005-2015　）
- 博多っ子検定（福岡県福岡市：2003-　）
- 有明海ぐるりん検定（佐賀県佐賀市：2009-　）
- 伊万里市歴史と文化のコンシェルジェ検定（佐賀県伊万里市：）
- 嘉瀬川検定（佐賀県佐賀市：2012-　）
- 唐津検定（佐賀県唐津市：2011-　）
- 唐津・呼子イカ検定（佐賀県唐津市：2007-　）
- 吉野ヶ里検定（佐賀県神埼市・吉野ヶ里町：2008-　）
- 長崎歴史文化観光検定（長崎県長崎市：2006-　）
- 佐世保検定（長崎県佐世保市：2005-　）
- 熊本・観光文化検定（熊本県：2006-　）
- 阿蘇まるごと検定（熊本県：2008-2010）
- くまもと「水」検定（熊本県：2008-　）
- 人吉球磨検定（熊本県：2009-　）
- みやざき観光・文化検定（宮崎県：2008-　）
- かごしま検定（鹿児島県：2006-　）
- 沖縄歴史検定（沖縄県：2005-　）
- 沖縄大好き検定（沖縄県：2008-2009）

### 日本
- 全国観光特産検定（日本）
- 東海道検定（東海道周辺の地域）

### 各国
- ハワイアン・フラ歴史文化検定（アメリカ合衆国ハワイ州）
- タイ検定（タイ王国）
- ベトナム検定
- インドネシア検定
- 中国百科検定(中華人民共和国など:2014-）